# Shinran-Preis
Der Shinran-Preis (jap. 親鸞賞, Shinran-shō) ist ein alle zwei Jahre vergebener Literaturpreis zur Erinnerung an Shinran, den  Stifter der zum Amitabha-Buddhismus gehörenden Jōdo-Shinshū. Er wird von einer Stiftung des Hongan-ji zur Förderung der Kultur vergeben und ist mit zwei Millionen Yen (rund 12.000 €) dotiert. Die Bekanntgabe des Laureaten erfolgt immer im Oktober eines Jahres mit gerader Jahreszahl, die Verleihung des Preises im Dezember.

## Preisträger
- 2000 Tsutsumi Seiji für den Roman Shizumeru shiro (沈める城)
- 2002 Mizukami Tsutomu für den Roman Kochiku no fue (虚竹の笛)
- 2004 Ikezawa Natsuki für den Roman Shizuka na daichi (静かな大地)
- 2006 Takamura Kaoru für den Roman Shin Lear-ō (新リア王)
- 2008 Tatematsu Wahei für den Roman Dōgen Zenji (道元禅師)
- 2010 Miyao Tomiko für den Roman Nishiki (錦)
- 2012 Inaba Mayumi für den Roman Hantō e (半島へ)
- 2014 Kiuchi Nobori für den Roman Kushihiki chimori (櫛挽道守) und Wada Ryō für den Roman Murakami kaizoku no musume (村上海賊の娘)
- 2016 Sawada Tōko für den Roman Jakuchū (若冲)
- 2018 Morota Reiko für den Roman Ima hitotabi no, Izumi Shikibu (今ひとたびの、和泉式部)
- 2020 Asai Makate für den Roman Goodbye (グッドバイ)

## Auswahlkomitee
- Kaga Otohiko (Schriftsteller)
- Kuroi Senji (Schriftsteller)
- Nakanishi Susumu (Literaturwissenschaftler)
- Setouchi Jakuchō (Schriftstellerin und buddhistische Nonne)